# 大谷政弘
大谷 政弘（おおたに まさひろ、1980年10月21日 - ）は、日本のアームレスリング選手、タレントである。
三重県鈴鹿市出身。三重県立稲生高等学校卒業。妹は女優、タレントの大谷みつほ。

## 人物・来歴
20歳位の時から知人の勧めでアームレスリング道場に顔を出すようになる。
22歳の時、当時最年少で日本アームレスリング連盟（JAWA）で-55kg級ライトハンドの全日本チャンピオンになる。
その後、2003年にロシア連邦ウラジーミル州スーズダリで開催された世界アームレスリング選手権に出場し、結果こそ6位だったが世界のトップ選手と互角に渡り合う場面も多々あった。
お笑い芸人営業に付き添いアームレスリングチャレンジコーナーにチャンピオンとして登場するアルバイトもしていた。
オールジャパンアームレスリング連盟（AJAF）-60kg級ライトハンドでも日本チャンピオンになっている。
一時期テレビ埼玉の「愛に恋」にレギュラー出演していた。（及川奈央と共演）
新極真空手・総合格闘技・キックボクシングを其々半年間位経験している。

## 出演
- 愛に恋（テレビ埼玉）